# Ragnar Norrby
Sven Ragnar Norrby, född 29 mars 1943 i Oskar Fredriks församling i Göteborg, död 17 juni 2014 i Västermalms församling i Stockholm, var en svensk läkare och professor som var generaldirektör för Smittskyddsinstitutet (SMI) 2000-2009.
Norrby disputerade 1970 vid Göteborgs universitet på avhandlingen "Studies on the host cell penetration of toxoplasma Gondii" och blev legitimerad läkare året därpå. Inledningsvis arbetade han på Östra sjukhuset i Göteborg och på sjukhuset i Mölndal samt uppnådde specialistkompetens i klinisk virologi (1973) respektive infektionssjukdomar (1976). Han arbetade vid Merck Sharp & Dohmes forskningslaboratorier i New Jersey åren 1977 till 1979. År 1980 utnämndes han till professor i infektionssjukdomar vid Umeå universitet och arbetade även som kliniker vid infektionskliniken på regionsjukhuset, inledningsvis som överläkare och från 1983 till 1988 som sjukhusets chefläkare. Under 1995 var han gästprofessor i mikrobiologi i Hongkong. Han utnämndes till professor i infektionssjukdomar vid Lunds universitet 1988 och var överläkare vid sjukhuset i Lund till år 2000 för att därefter tillträda som generaldirektör vid Smittskyddsinstitutet i Solna, där han kvarstod till pensioneringen.
Som generaldirektör för Smittskyddsinstitutet fick Norrby medial uppmärksamhet när han i oktober 2008 tillsammans med Jan Albert anlade ett smittskyddsperspektiv på HIV/AIDS-spridning, som ledde till att de uppgavs vilja avkriminalisera spridning av HIV/AIDS och därvid hade kritiska synpunkter på de straffskalor som tillämpades i dessa sammanhang. Denna juridiska situation ansåg Norrby och Albert försvårade preventionsarbetet, vilket SMI hade som myndighetsuppgift. Norrby och Albert hävdade, att smittskyddslagen och inte brottsbalken borde tillämpas i de fall, som rörde sig om risk för HIV-spridning. Smittskyddslagen medgav, att förvaltningsrätten på smittskyddsläkarens ansökan kunde besluta om tvångsisolering av en person som kunde sprida allmänfarlig sjukdom, exempelvis HIV-smitta, om denne inte följde de förhållningsregler som givits för att förhindra smittspridning. Därför vägrade myndigheten SMI att medverka i smittspårning som begärts av rättsväsendet.
Efter omfattande kritik i medierna och från folkhälsominister Maria Larsson samt ett klarläggande av det juridiska läget för Smittskyddsinstitutet, det vill säga gällande förhållandet mellan en myndighetsinstruktion och en lag stiftad av riksdagen, ändrade Norrby och SMI sin uppfattning om SMI:s medverkan i smittspårning.
Norrby efterträddes som generaldirektör av Johan Carlson, sedan hans förordnande löpt ut i maj 2009 i och med pensioneringen .
Norrby var 1998-99 ordförande i Svenska Läkaresällskapet och var sedan 1995 redaktör för Scandinavian Journal of Infectious Diseases. I juli 2010 blev han styrelseordförande för Sahlgrenska akademin i Göteborg.